# Керома
Керома — река в России, протекает по Пошехонскому району Ярославской области.
Керома начинается на южной окраине болота Курганово и урочища Громцева. Уровень воды вблизи истока 151,4 м. Течёт на юг через урочище Зиново, мимо нежилых деревень Гладенцево и Лавкино. В урочище Малая Вязовка поворачивает на запад, где справа принимает притоки Вязовка и Жихаревка. Река течёт в глубокой долине. Приток Вязовка около 5 км длины течёт на юг в ненаселённом лесу, пересекает урочища Государево и Малая Вязовка. Приток Жихаревка длины течёт параллельно западнее по пути протекает через деревню Дор. Далее следует правый приток Карповка, длиной около 6 км, который течёт по ненаселённому лесу в юго-восточном направлении. Уровень воды при впадении Карповки 108 м. Вплоть до деревни Новый Посад река протекает по лесной ненаселённой местности, но за ней в нижнем течении берега реки заселены. За сёлами Старопетровское и Поповка, впадает правый приток Янгора, длиной около 3 км, который течёт на юго восток, минуя деревни Лысково и Старопетровское. Около деревни Плосково река пересекает автомобильную дорогу Пошехонье-Череповец и у села Федорково впадает в Рыбинское водохранилище. Длина реки составляет 21 км, площадь водосборного бассейна — 81,1 км².

## Данные водного реестра
По данным государственного водного реестра России относится к Верхневолжскому бассейновому округу, водохозяйственный участок реки — Рыбинское водохранилище до Рыбинского гидроузла и впадающие в него реки, без рек Молога, Суда и Шексна от истока до Шекснинского гидроузла, речной подбассейн реки — Реки бассейна Рыбинского водохранилища. Речной бассейн реки — (Верхняя) Волга до Куйбышевского водохранилища (без бассейна Оки).
Код объекта в государственном водном реестре — 08010200412110000009786.